# Međunarodne policijske snage
Međunarodne policijske snage (eng. International Police Task Force, skraćeno IPTF), bile su nenaoružana promatračna policijska jedinica u Bosni i Hercegovini sastavljena od međunarodnih policijskih snaga, koja je bila raspoređena u okviru UNMIBH-a (Misije Ujedinjenih naroda u Bosni i Hercegovini). Službeni jezik za sve zemlje sudionice bio je engleski. Pripadnici su uz državne odore nosili plavu beretku UN-a, plavu maramu i identifikacijsku karticu UN-a (službenu iskaznicu). Vozila hitne pomoći bila su bijela s jasno vidljivim natpisom UN-a sa svih strana.
Zadatak IPTF-a bio je pratiti Dayonski sporazum i u tom kontekstu stalno promatrati lokalne policijske snage, pomoći u obnovi demokratskih multietničkih policijskih snaga diljem Bosne i Hercegovine, posredovati u sporovima između policijskih snaga bivših zaraćenih strana i istražiti boravište ratnih zločinaca. Bilo kakva kršenja zajednički dogovorenih uvjeta prekida vatre iz Daytonskog sporazuma lokalnih policijskih snaga bosanskih Srba, Hrvata i Bošnjaka unosila bi se u Izvješća o nepoštivanju promatrača IPTF-a u sjedištu UNMIBH-a u Sarajevu.
Pripadnici njemačkog policijskog kontingenta (GEPOLCON) IPTF-a u to su vrijeme već bili raspoređeni po cijelom operativnom području Bosne i Hercegovine prije Bundeswehra, te su stoga bili prvo njemačko uniformirano osoblje u jugoistočnoj Europi od kraja Drugoga svjetskog rata.
Misija IPTF-a unutar UNMIBH-a trajala je od prosinca 1995. do prosinca 2002. godine. Dana 1. siječnja 2003. godine, Ujedinjeni narodi predali su svoje specifične policijske zadatke Policijskoj misiji Europske unije, koja se, zbog sada stabilnije situacije u području operacija, snalazi sa znatno manjim brojem (europskog) policijskog osoblja.